# Morti nel 1343
| Questa pagina contiene informazioni ricavate automaticamente dalle voci biografiche con l'ausilio del template Bio e di un bot. L'aggiornamento è periodico e automatico e ricostruisce completamente la pagina. Se manca una persona in questa lista, sei pregato di non aggiungerla, ma accertati piuttosto che la sua voce biografica contenga il template Bio e che i dati anagrafici siano correttamente compilati. Se il template Bio manca, inseriscilo tu stesso o, in alternativa, metti l'avviso {{tmp\|Bio}} che ne segnala la mancanza. Se i dati riportati sono sbagliati, correggi direttamente la voce biografica; le modifiche saranno visibili in questa lista entro pochi giorni. Per chiarimenti vedi il progetto biografie. La lista contiene solo le 28 persone che sono citate nell'enciclopedia e per le quali è stato implementato correttamente il template Bio. Pagina aggiornata al 18 ago 2025. |

- 16 gennaio - Roberto d'Angiò, re (n. 1278)
- 23 marzo - Rodolfo IV di Neuchâtel, nobile svizzero (n. 1274)
- 9 aprile - Lombardo della Torre, arcivescovo cattolico italiano
- 29 maggio - Francesco I Manfredi, nobile italiano
- 2 giugno - Andrea Ghilini, cardinale e vescovo cattolico italiano
- 22 giugno - Aimone di Savoia, conte (n. 1291)
- 21 luglio - Bertoldo I d'Este, nobile italiano
- 23 settembre - Filippo III di Navarra, re (n. 1306)
- 26 settembre - Gastone II di Foix-Béarn, conte (n. 1308)
- 28 settembre - Gerard de Daumar, cardinale francese
- 15 dicembre - Hasan Kuçek, sovrano mongolo
- Anna d'Asburgo, religiosa austriaca (n. 1318)
- Yaakov ben Asher, religioso e teologo tedesco (n. 1269)
- Veera Ballala III, sovrano indiano (n. 1291)
- Beatrice d'Ungheria, principessa francese (n. 1290)
- Bettone Cini, politico italiano
- Guglielmo di Montlauzun, giurista francese
- Enrico I di Nassau-Siegen, nobile tedesco
- Okazaki Masamune, artigiano giapponese (n. 1264)
- Khun Phi Fa, sovrano laotiano
- Rinaldo II di Gheldria, conte (n. 1295)
- Tommaso da Orvieto, religioso italiano
- Corrado I Trinci, nobile italiano
- Volcmaro di Burgstall, nobile austriaco
- Agnese di Lindow-Ruppin, nobildonna tedesca (n. 1314)
- Guido di Lusignano, cavaliere medievale francese (n. 1316)
- Agnese di Orlamünde, religiosa tedesca
- Enrico II di Świdnica, duca boemo